# Quinta de Ota
A Quinta de Ota, ou Quinta da Ota, é uma propriedade agrícola histórica composta por casa, capela e anexos agrícolas existente na freguesia de Ota, no Município de Alenquer, no Distrito de Lisboa, em Portugal.
Pertença do Convento de Odivelas (ligado à Ordem Cisterciense e a Alcobaça), o foro da Quinta d'Ota foi comprado em 1499 por Rui de Figueiredo, escrivão da fazenda de D. Manuel I. Apesar da ruina em que se encontrava, e a necessitar de grandes benfeitorias, quer ao nível das casas e lagares, quer ao nível das terras, Rui de Figueiredo terá visto nesta quinta grande potencial. Sabemos que elaborou o seu testamento em 1517 nesta casa, o que nos indica que esta estaria já habitável nesse ano.

## História
Desde 1522 foram sendo adquiridos pelos seus descendentes, quer através de compras, quer através de aforamentos, terras anexas a este núcleo inicial, acrescentando-o. Um dos seus descendentes, Pedro de Figueiredo, empenhou-se particularmente no melhoramento da quinta plantando-lhe cerca de 700 oliveiras, e adquirindo ainda a quinta da Vidigueira, a ela anexa, dando grande impulso à sua exploração.
O foro ao convento de Odivelas foi sendo renovado, embora em algumas gerações o seu valor suscitasse dúvidas, tendo os seus foreiros que recorrer a documentos de justificação e testemunhas, para provar que as benfeitorias nela feitas tinham sido perpetradas pelos próprios.
A compra do foro desta quinta ao Convento de Odivelas foi efectuada pelo primeiro conde de Belmonte (descendente directo de Rui de Figueiredo) no início do século XIX, ficando assim a propriedade livre.
Uma exploração agrícola de grandes dimensões, sobretudo até à sua divisão devido à extinção do morgadio, a Quinta de Ota mantém-se na mesma família há 500 anos, embora actualmente não inclua os terrenos que outrora dela fizeram parte. Neste momento pertence a Dom Vasco Maria de Figueiredo Cabral da Câmara e a Dona Maria João d'Orey da Câmara a casa principal da quinta e alguns dos seus anexos.
Grande parte da restante propriedade ainda é pertença da família Figueiredo Cabral da Câmara…